# Empidonax albigularis
Az Empidonax albigularis a madarak (Aves) osztályának a verébalakúak (Passeriformes) rendjébe a királygébicsfélék (Tyrannidae) családjába tartozó faj.

## Rendszerezése
A fajt Philip Lutley Sclater és Osbert Salvin írta le 1859-ben.

## Alfajai
- Empidonax albigularis albigularis P. L. Sclater & Salvin, 1859
- Empidonax albigularis australis W. Miller & Griscom, 1925
- Empidonax albigularis timidus Nelson, 1900[2]

## Előfordulása
Mexikó, Belize, Costa Rica, Salvador, Guatemala, Honduras, Nicaragua és Panama területén honos. A természetes élőhelye szubtrópusi és trópusi nedves cserjések és szezonálisan elárasztott legelők. Vonuló faj.

## Megjelenése
Testhossza 12-14  centiméter, testtömege 12 gramm.

## Életmódja
Főleg rovarokkal táplálkozik.

## Természetvédelmi helyzete
Az elterjedési területe elég nagy, egyedszáma pedig stabil. A Természetvédelmi Világszövetség Vörös listáján nem fenyegetett fajként szerepel.